# Max Tolle
Max Tolle  (Halberstadt, 12 de agosto de 1864 — Mülheim, 23 de dezembro de 1945) foi um engenheiro alemão.

## Vida
Após obter o Abitur em Halberstadt, estudou na Universidade Humboldt de Berlim (1883-1884) e depois na Universidade Técnica de Berlim, onde graduou-se em 1887. Em Berlim foi aluno de Eugen Netto, Karl Weierstrass, Ernst Kummer e Gustav Kirchhoff. A partir de 1889 foi assistente de engenharia mecânica na Universidade Técnica de Darmstadt, e a partir de 1891 lecionou em Colônia. Em 1900 foi diretor da escola técnica em Hildburghausen, onde foi professor em 1901 e depois da extinção da escola tornou-se funcionário federal. Em 1905, depois da publicação de seu livro sobre controle de máquinas tornou-se conhecido, habilitou-se na Universidade Técnica de Karlsruhe com a obra Ermittlung der Spannung krummer Stäbe, Berechnung von Schwungrädern. Foi depois Privatdozent em Karlsruhe, a partir de 1918 professor honorário, a partir de 1921 professor regular (simultaneamente obteve o doutorado com a tese Neue Methoden der Untersuchung von Torsionsschwingungen), e em 1923 foi então ordentlicher Professor. Foi em Karlsruhe o primeiro professor de mecânica técnica, professor emérito em 1933, e seus sucessores foram Friedrich Tölke e Rudolf Sonntag (1937 a 1960).

## Obras
- Regelung der Kraftmaschinen. Berechnung der Konstruktion des Schwungräder des Massenausgleichs und der Kraftmaschinenregler in elementarer Behandlung, Berlin 1905, 3ª edição 1921